# Rezerwat przyrody Łęg na Kępie w Puławach
Rezerwat przyrody Łęg na Kępie w Puławach – rezerwat przyrody znajdujący się na terenie Puław, w powiecie puławskim, w województwie lubelskim.
- Powierzchnia: 4,71 ha (dane nadesłane z nadleśnictwa)
- Rok utworzenia: 1963
- Dokument powołujący – Zarządzenie Ministra Leśnictwa i Przemysłu Drzewnego z dnia 8 lipca 1963 roku w sprawie uznania za rezerwat przyrody (MP nr 60, poz. 310).
- Przedmiot ochrony (według aktu powołującego): zachowanie naturalnego łęgu wiązowego.